# Malvina Reynolds
Malvina Reynolds (23 de agosto de 1900 – 17 de marzo de 1978) fue una cantautora de folk/blues y activista política estadounidense, conocida por su estilo de composición y particularmente por las canciones "Little Boxes" y "Morningtown Ride"

## Primeros años
Malvina Milder nació en San Francisco hija de David Milder (1876-1944) y Lizzy Shenson (1886-1947), inmigrantes judíos y socialistas, quienes se oponían a participar en la Primera Guerra Mundial.
Se casó con William ("Bud") Reynolds, un carpintero y organizador laboral, en 1934. Tuvieron una hija, Nancy Reynolds Schimmel (compositora e intérprete por derecho propio), en 1935. Malvina obtuvo su Licenciatura en Artes y Maestría de Artes en la Universidad de California en Berkeley, y más tarde obtuvo un doctorado allí, acabando su tesis en 1938.

## Carrera musical
Aunque tocaba el violín en una orquesta de baile en su juventud, empezó su carrera como compositora tardíamente. Estaba en sus cuarenta y tantos años cuando conoció a Earl Robinson, Pete Seeger, y otros cantantes y compositores de folk. Regresó a la escuela en UC Berkeley, donde estudió teoría de música. Se dedicó a escribir diversas canciones populares, incluyendo "Little Boxes," grabada por Pete Seeger y grabada en castellano por Adolfo Celdrán en 1969, Walk off the Earth y otros, "What Have They Done to the Rain" grabadas por The Searchers, Melanie Safka y Joan Baez (sobre la lluvia radioactiva), "It Isn't Nice" (un himno sobre los derechos civiles), "Turn Around" (sobre los niños que están creciendo, más tarde cantada por Harry Belafonte), y "There's a Bottom Below" (sobre la depresión). Reynolds era también una compositora notable de canciones para niños, incluyendo "Magic Penny" (una canción folk tradicional de Londres durante la década de 1940) y "Morningtown Ride", un sencillo posicionado entre los cinco más populares en Reino Unido (diciembre de 1966) grabado por The Seekers.
Cuatro colecciones de su música están disponibles en disco compacto. El sello Smithsonian Folkways lanzó County Heard From (Folkways 02524) y Ear to the Ground (Smithsonian Folkways 40124), y la Omni Recording Corporation en Australia lanzó Malvina Reynolds (Omni 112) y Malvina Reynolds Sings the Truth (Omni 114).

Una película biográfica, Love It Like a Fool, fue realizada unos años antes de que ella muriera en 1978. La canción más famosa de Reynolds, "Little Boxes" (hecha famosa por Pete Seeger), ha disfrutado de una popularidad renovada por ser presentada en la serie de televisión de Showtime, Weeds. "Little Boxes" fue inspirada visualmente por las casas de Daly City, California. Nancy Reynolds Schimmel, hija de Malvina Reynolds, explicó: 
"Mis padres conducían desde el sur de San Francisco a través de Daly City cuando mi mamá tuvo la idea de la canción. Ella le pidió a mi papá que tomara el volante, y la escribió en el camino a la reunión en La Honda, donde iba a cantar para el Comité de Amigos sobre Legislación. Cuando la revista Time (creo, o tal vez Newsweek) quiso una foto de ella apuntando hacia el lugar exacto, no pudo encontrar esas casas debido a que muchas más habían sido construidas alrededor y las laderas estaban totalmente cubiertas"
En sus últimos años, Malvina Reynolds aportó canciones y materiales al show de PBS,  Calle Sésamo, en el cual hacía apariciones ocasionales como un personaje llamado "Kate".